# Gudbuy T'Jane
Gudbuy T'Jane è un singolo del gruppo rock britannico Slade, pubblicato nel 1972.

## Il brano
Il brano è stato scritto da Noddy Holder e Jim Lea ed è stato estratto dal terzo album in studio del gruppo, Slayed?.

## Tracce
- 7"

1. Gudbuy T'Jane
2. I Won't Let It 'Appen Agen

## Formazione
- Noddy Holder - voce, chitarra
- Dave Hill - chitarra, cori
- Jim Lea - basso, cori
- Don Powell - batteria